# Rafael Duran i Benet
Rafael Duran i Benet (Terrassa, 1931 - Barcelona, 2015) Va ser un pintor català, nebot del també pintor Rafael Benet i Vancells, nebot al seu torn del pintor i decorador terrassenc Joaquim Vancells i Vieta. Tot i pertànyer a una família d'àmbit artístic reconegut (la seva àvia, Mercè Benet i Salas, va ser l'esposa de l'escultor Josep Llimona Bruguera, i una cosina seva, Maria Girona Benet, reconeguda pintora casada amb el també pintor Albert Ràfols Casamada, etc.) i l'amistat de la seva mare, Francesca Benet i Vancells, amb l'escultor i pintor Manolo Hugué, entre molts d'altres, i al taller de qui va passar un temps, es va considerar i definir sempre a si mateix com autodidacta, mantenint la seva personalitat pictòrica tant al marge com fos possible d'influències d'altri.
La seva obra té un fort impacte cromàtic i és plena de l'atmosfera que l'envolta, tant sigui la llum humida, potent, mediterrània, com la d'un dia gris al Nord.
En moltes ocasions preval el subjecte, més que no pas l'objecte i el conjunt d'una visualització general del que expressa en la tela, tot i que la seva pintura té una base impecable de dibuix perfecte que no s'imposa, ni condueix la visió. Els aspectes de la formació cromàtica i de composició, tenen gairebé sempre, un sentit de l'ordre no forçat, no encarcarat per les mateixes línies. De vegades, davant algunes de les seves pintures, es pot dir que pintava sensacions més que formes. Probablement és una faceta de l'art menys fàcil d'advertir i que dona profunditat a un artista.